# 今川仮名目録
今川仮名目録（いまがわかなもくろく）は駿河国の戦国大名である今川氏が制定した分国法である。東国では最古の分国法。
大永6年（1526年）4月、今川氏親は33条からなる家法である『仮名目録』を制定する。このころ氏親は病床にあり、草案には家臣や、嫡子の今川氏輝への後継を望み政権を安定させたいという氏親の妻（後の寿桂尼）の意向も大きく反映されたと見られる。天文22年（1553年）2月、今川義元は『仮名目録追加21条』を制定して補訂する。
戦国時代の東国では比較的早い時期に制定された分国法で、甲斐国の戦国大名で、今川氏とは盟友関係にあった武田氏の分国法である『甲州法度次第』（1547年）にも影響を与えている。
今川氏は既に幕府の命令を待たずに遠江国へと進出した時点で守護大名から戦国大名へと立場を変えつつあったが、『今川仮名目録』の成立をもって名実ともに戦国大名としての立場を明らかにしたとされる。更に『追加21条』においては、室町幕府によって義務付けられていた守護不入を否認して完全に守護大名色を払拭した。
内容は、戦国大名の権力誇示というよりも、土地などに関する訴訟の裁定基準といった色合いが強いのが特徴である。